# 간접차별
간접차별(間接差別)은 겉보기로 보면 중립적인 기준을 적용한 것처럼 보이지만, 어떤 특성을 가지고 있는 사람이나 집단에게 불리한 효과가 초래되어 발생하는 차별을 의미한다. 직접차별이 개인이나 집단의 특성을 근거로 인위적으로 구별하는 것이라면, 간접차별은 외견상 중립적인 기준을 적용하였으나 어떤 특성을 가진 사람이나 집단에게 불이익하게 작용한다는 데 차이점이 있다. 간접차별 규제는 외견상 중립적인 기준을 사용함으로써 차별의도를 은폐할 경우에 차별금지 원칙을 관철하기 어려운 상황을 규율하기 위한 것으로, 평등 실현을 방해하는 것을 예방하기 위한 것이지 결과적 평등만을 목표로 하는 것은 아니다.:18
간접차별을 일컫는 용어로 영국, 오스트레일리아는 indirect discrimination을, 미국은 disparate impact를 사용한다.

## 간접차별의 요소
간접차별은 겉보기로는 중립적인 기준을 제시하였지만 차별적 효과가 발생하는 것을 차별로 본다는 것에 의미가 있기 때문에, 차별할 의도는 필요하지 않다. 또한 객관적·중립적 기준을 적용하였다고 하더라도 그것이 일정한 차별피해집단의 특성과 전형적으로 결부되어서 구조적으로 불리한 결과를 초래하는 경우 간접차별이 성립한다.:10-14

## 각국의 간접차별 규제

### 대한민국
대한민국은 남녀고용평등과 일ㆍ가정 양립 지원에 관한 법률, 장애인차별금지 및 권리구제 등에 관한 법률, 고용상 연령차별금지 및 고령자고용촉진에 관한 법률에서 간접차별을 규제하고 있다. 남녀고용평등법에서는 "사업주가 채용조건이나 근로조건은 동일하게 적용하더라도 그 조건을 충족할 수 있는 남성 또는 여성이 다른 한 성(性)에 비하여 현저히 적고 그에 따라 특정 성에게 불리한 결과를 초래하며 그 조건이 정당한 것임을 증명할 수 없는 경우"를, 장애인차별금지법에서는 "장애인에 대하여 형식상으로는 제한ㆍ배제ㆍ분리ㆍ거부 등에 의하여 불리하게 대하지 아니하지만 정당한 사유 없이 장애를 고려하지 아니하는 기준을 적용함으로써 장애인에게 불리한 결과를 초래하는 경우"를, 연령차별금지법에서는 "합리적인 이유 없이 연령 외의 기준을 적용하여 특정 연령집단에 특히 불리한 결과를 초래하는 경우"를 차별로 규정하고 있다.

### 미국
미국 연방 대법원은 1971년 그리그스 사건에서 이질적 효과 법리(disparate impact theory)를 설시하여, 차별의도가 없다 하더라도 특정 인종 구성원을 배제하는 구직조건을 제시하는 것은 위법하다고 선언하였다. 이 사건에서 미국 연방 대법원은 의회가 1964년 민권법 제7장을 제정한 동기는 고용상의 장벽을 제거하는 데 있다고 밝히고, 업무상 필요와 무관한 특성을 기준으로 제시하는 경우에는 차별행위라고 보았다.

### 유럽
유럽 연합에서는 고용평등 지침(Directive 2000/78/EC)과 동등대우 지침(Directive 2006/54/EC)이 간접차별을 정의하고 있다. 유럽인권법원도 중립적인 용어로 쓰인 정책이 특정 집단에게 부당하게 차별적인 효과를 발생시킨다면 차별로 판단한다. 유럽 인권 법원은 규정에 의해서가 아닌 사실상의 상황이나 관행에 의해서도 차별이 성립할 수 있다는 판단을 내렸다.
영국에서는 2010년 평등법에서 간접차별을 명문으로 규정하고 있다.

## 같이 보기
- 차별
- 성 차별
- 인종차별
- 차별금지법